# Ježíšovi bratři
Ježíšovi bratři neboli adelfoi (řecky ἀδελφοί, translit. adelfoí, dosl. „z téhož lůna“) jsou v Novém zákoně jmenováni Jakub, Joses (forma jména Josef), Šimon a Juda a nejmenované sestry jsou zmíněny u Marka a Matouše. Mohli to být: (1) synové Marie, Ježíšovy matky, a Josefa (2) synové Marie jmenované v Mk 15, 40 (Kral, ČEP) jako „matka Jakuba a Josese“, kterou Jeroným ztotožnil s manželkou Kleofášovou a sestrou Marie, Ježíšovy matky, nebo (3) synové Josefa z dřívějšího manželství. Zastánci Mariina věčného panenství odmítají myšlenku biologických bratrů (možnost 1) a tvrdí, že bratři a sestry byli buď Ježíšovi bratranci a sestřenice (možnost 2, stanovisko katolické církve), nebo Josefovy děti z předchozího manželství (možnost 3, pravoslavné církve). Tvrdí také, že doslovný překlad slov „bratr“ a „sestra“ je objektivní problém, protože existuje jen málo citátů a protože tato slova mají v rodině semitských jazyků různé významy, zatímco koiné řečtina, v níž je napsán Nový zákon, používá tato slova podobně šířeji.

## Etymologie
Podle kontextu může řecké pomnožné podstatné jméno ἀδελφοί („adelfoi“) znamenat fyzické bratry, fyzické bratry a sestry, obrazné bratry nebo obrazné bratry a sestry. Odvozenina zní „ze stejného lůna“, a-delfys, ačkoli v novozákonním užití je křesťanský a židovský význam slova „bratr“ širší a vztahuje se i na členy stejné náboženské komunity. V Bibli se řecká slova adelfos a adelfe neomezovala na svůj doslovný význam „plnohodnotného bratra“ nebo „sestry“ a ani jejich plurál.
Adelfos, bratr, se liší od anepsios, což znamená bratranec, synovec, neteř, a kronikář Hegesippos z 2. století nikdy nepoužil anepsios pro označení Jakuba nebo ostatních Ježíšových sourozenců. Aramejština, rodný jazyk Ježíše a jeho učedníků, nemá slovo pro „bratrance“, ale měla výraz jako „bar dad“, což znamená „syn strýce“, a Septuaginta, řecký překlad Starého zákona pořízený v posledních několika staletích před Kristem, nikdy nepřekládá „bar dad“ nebo jeho hebrejský ekvivalent „ben dod“ jako „bratr“ nebo „sestra“.

## Adelfoi (bratři) Ježíšovi

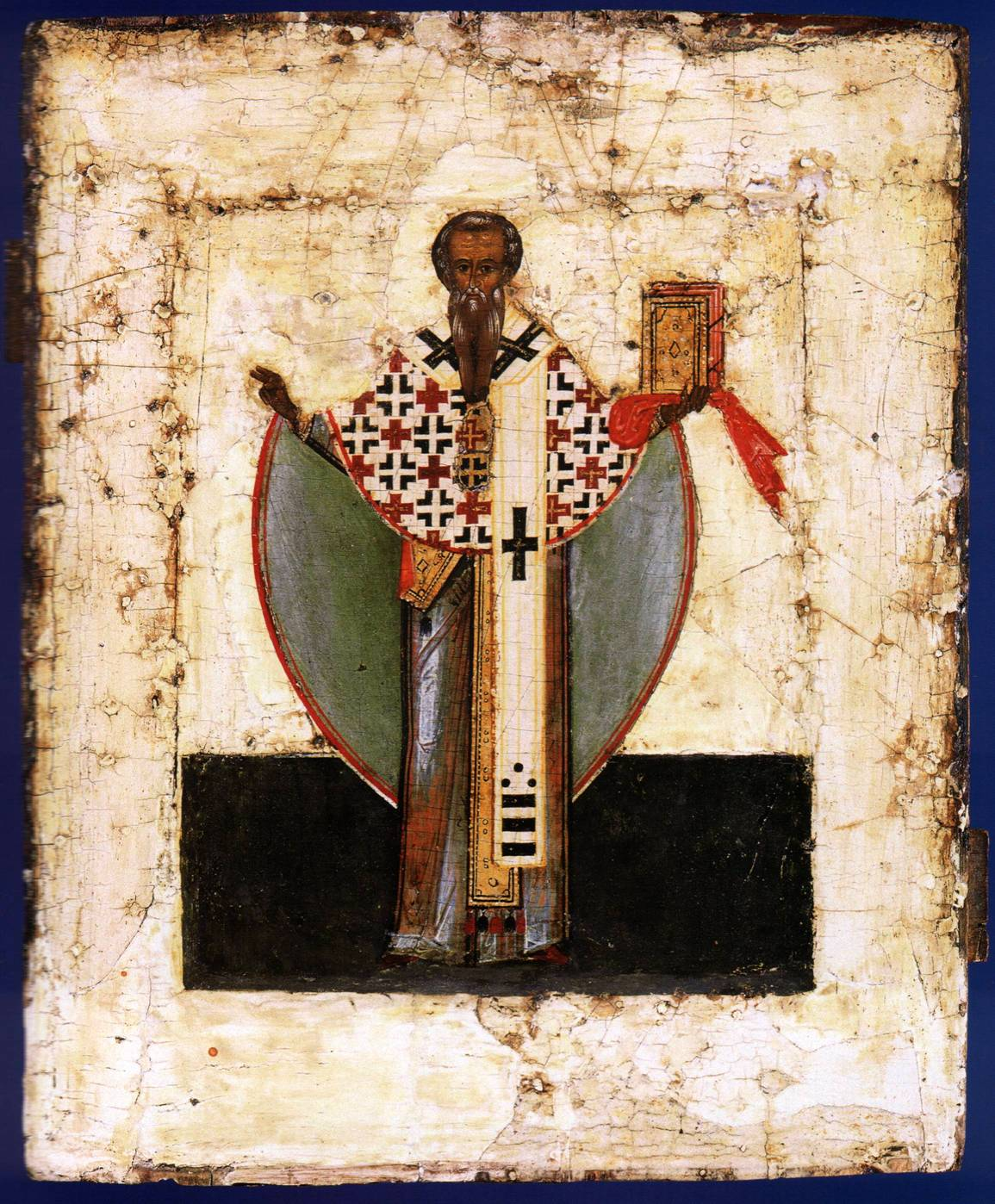
Jakub Spravedlivý, ruská ikona ze 16. století.

Marek – Mk 6, 3 (Kral, ČEP) uvádí jako Ježíšovy bratry Jakuba, Josese, Judase (v češtině známého jako Juda) a Šimona a Matouš – Mt 13, 55 (Kral, ČEP), který pravděpodobně použil Marka jako svůj zdroj, uvádí stejná jména v jiném pořadí: Jakub, Josef, Šimon a Judas. „Josef“ je prostě delší tvar „Joses“, a tak se zdá, že Jakub byl nejstarší a Joses/Josef další, ale protože Matouš obrátil pořadí posledních dvou, není jisté, kdo byl nejmladší. Nejmenované sestry jsou zmíněny v Mk 6, 3 (Kral, ČEP) a Mt 13, 56 (Kral, ČEP) a mohou být naznačeny v Mk 3, 35 (Kral, ČEP) a Mt 12, 46 (Kral, ČEP), ale jejich počet není znám.
Evangelia naznačují rozkol mezi Ježíšem a jeho bratry na počátku jeho působení (viz Mk 3, 31–35 (Kral, ČEP) a paralelní pasáže v Mt 12, 46–50 (Kral, ČEP) a Lk 8, 19–21 (Kral, ČEP)) a za jeho života se mezi jeho následovníky nikdy neobjevují. U Jana Ježíšovi bratři radí, aby odešel do Judska, přestože si byli vědomi, že jeho život bude ohrožen, a nejsou přítomni jeho pohřbu, který měl být jejich povinností, ale objevují se ve Skutcích – Sk 1, 14 (Kral, ČEP) s Jedenácti apoštoly (tzn, zbývajícími učedníky po zradě Jidáše Iškariotského): „Ti všichni (Jedenáct) vytrvali na modlitbách spolu s ženami, s Marií, matkou Ježíšovou, a s jeho bratry“.
V 1. Korintským – 1Kor 15, 3–7 (Kral, ČEP) Pavel uvádí „Jakuba“ mezi těmi, kterým se zjevil vzkříšený Kristus, a většina badatelů se shoduje, že jde o Ježíšova bratra Jakuba. Historik 2. století Hegesippés (asi 110 let) uvádí, že „Jakub“ byl Ježíšův bratr. – 180 n. l.) uvádí, že Ježíšův bratr Jakub začal být znám jako Jakub Spravedlivý, a Eusebius z Cesareje (zemřel roku 339) říká, že strávil tolik času na modlitbách, že se jeho kolena stala „jako kolena velblouda“. Podle Klementa Alexandrijského, o němž podává zprávu Eusebius, byl zvolen jeruzalémským biskupem a od doby, kdy Petr opustil Jeruzalém po Herodově pokusu o jeho zabití Sk 12 (Kral, ČEP), se objevuje jako hlavní autorita jeruzalémské církve a předsedal jeruzalémskému koncilu zaznamenanému ve Sk 15 (Kral, ČEP). V roce 1848 se stal biskupem v Jeruzalémě. V listu Galaťanům – Gal 1, 19 (Kral, ČEP) Pavel vypráví, jak se několik let po svém obrácení vydal do Jeruzaléma a setkal se s Kéfou (Petrem), ale s žádnými dalšími apoštoly, pouze s „Jakubem, bratrem Páně“; Pavlova řečtina ponechává nejasné, zda Jakuba mezi apoštoly zahrnuje, nebo ne. Dále popisuje druhou návštěvu o čtrnáct let později, kdy se setkal s „pilíři církve“, Jakubem, Petrem a Janem; Jakub je zmíněn jako první a zdá se, že je mezi těmito třemi hlavním vůdcem. Ve 2. kapitole – Gal 2 (Kral, ČEP) popisuje, jak byli později s Petrem v Antiochii a měli ve zvyku stolovat s křesťany z pohanů, čímž porušovali židovskou tóru, dokud nepřišli „jistí lidé od Jakuba“ a Petr se nestáhl, „obávaje se těch, kteří patří k obřízce“. Historik 1. století Josefus vypráví, jak byl v roce 62 n. l. umučen Židy na základě obvinění z porušení židovského zákona.
Pavel v 1. listu Korintským uvádí, že ostatní Ježíšovi bratři (tedy kromě Jakuba, který je vylíčen jako ten, kdo má kořeny v Jeruzalémě) cestovali jako evangelisté a že byli ženatí („Nemáme právo brát s sebou věřící ženu, tak jako ostatní apoštolové i bratří Páně i Petr?“). – 1Kor 9, 5 (Kral, ČEP)).
Autor Jakubova listu se představuje jako „Jakub, služebník Boží a Pána Ježíše Krista“. Nijak se neoznačuje za Ježíšova bratra, apoštola nebo vůdce církve, ale jedna z nedávných studií charakterizuje tento list jako „nejžidovštější text v Novém zákoně“. List Judův označuje svého autora jako „Judu... bratra Jakubova“, ale dnes je široce rozšířený, i když ne jednomyslný, názor, že jej na počátku 2. století sepsal neznámý autor, který si vypůjčil jméno Ježíšova bratra. Hegesippos zmiňuje jistého Šimona nebo Simeona (jména jsou ekvivalentní), který se po Jakubově smrti stal vůdcem jeruzalémské církve, ale činí tohoto Šimona synem Kleofáše, bratra Josefova.
Anglikánský učenec Richard Bauckham uvádí, že Eusebius zanechal seznam 12 biskupů rané církve, z nichž dva, Josef/Josis a Juda, mohou být Ježíšovými bratry. Počet sester a jejich jména nejsou v Novém zákoně specifikovány, ale podle Bauckhama apokryfní Filipovo evangelium ze 3. století zmiňuje Marii a Salome, která se objevuje v Jakubově evangeliu z konce 2. století, je pravděpodobně další sestrou.

## Vztah k Ježíšovi

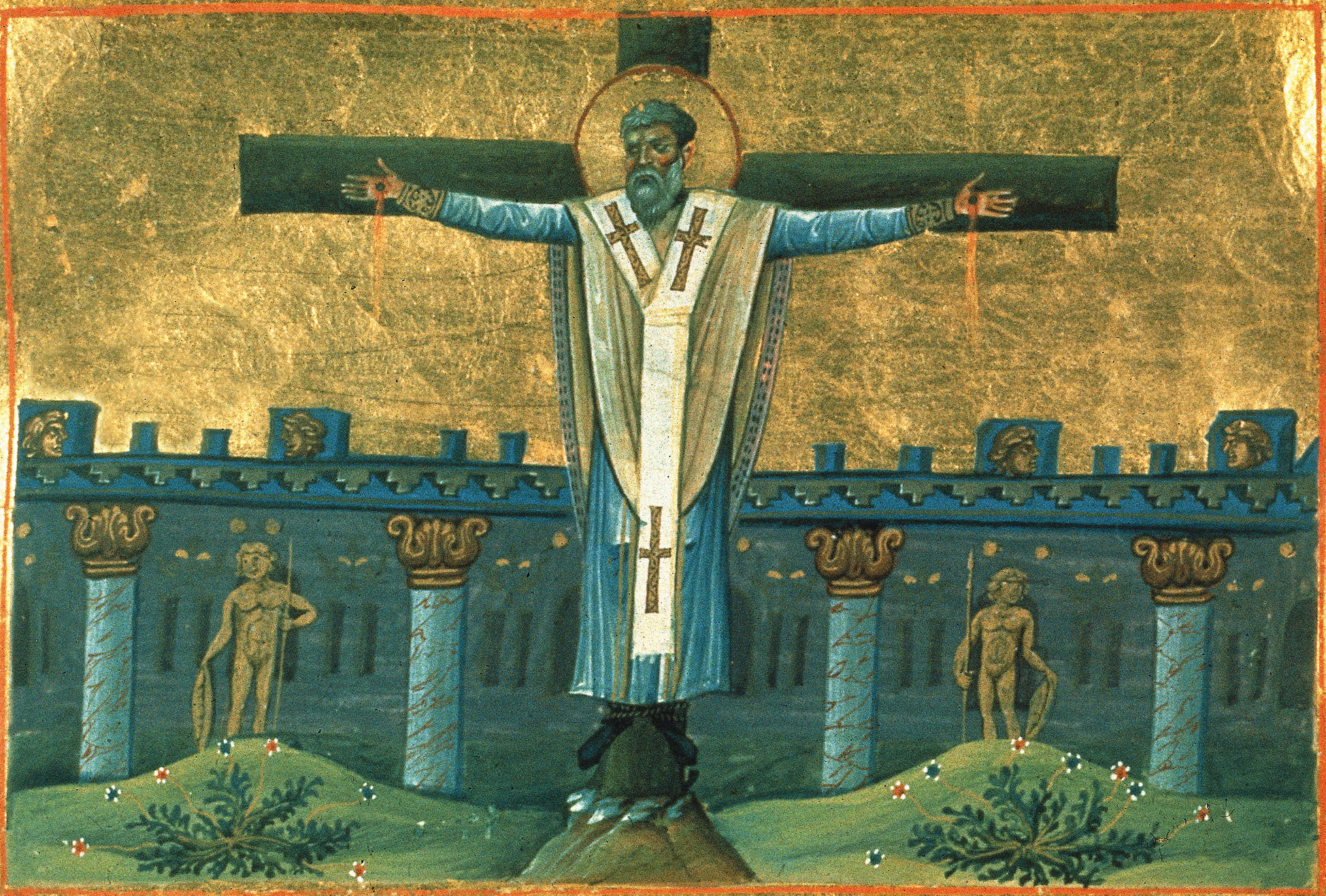
Umučení svatého Simeona (Menologion Basila II., 10. století)

Badatel 19. století J. B. Lightfoot identifikoval tři možné pozice ohledně vztahu k Ježíši těch, kteří jsou nazýváni jeho bratry a sestrami, s odkazem na jejich zastánce ze 4. století, a to helvidiánskou (podle Helvidia, který psal kolem roku 380), epifánskou (podle Epifania ze Salamíny, 315–403) a hieronymskou (podle Jeronýma, 349–419/20).

### Pokrevní Ježíšovi bratři a sestry
Tento názor, který Lightfoot nezmiňuje, odmítá Ježíšovo narození z panny a přijímá právě jeho bratry a sestry. Zdá se, že tento názor byl omezen na židovskou křesťanskou sektu 2. století zvanou ebionité.

### Ježíšovi nevlastní bratři a sestry („helvidiánský“ pohled)
Helvidius zastával názor, že adelfoi byli Ježíšovi plnorodí sourozenci, kteří se Marii a Josefovi narodili po prvorozeném Ježíši. Ačkoli totiž „adelphos“ někdy znamená více než pokrevní bratr (např. Gn 29, 12 (Kral, ČEP); Řím 9, 3 (Kral, ČEP) – příbuzný; Mt 5, 22–23 (Kral, ČEP) – soused; Mk 6, 17–18 (Kral, ČEP) – nevlastní bratr), význam musí určovat kontext. Názor, že adelfoi byli Ježíšovými nevlastními bratry, je nejrozšířenějším protestantským stanoviskem a dnes ho zastává velké množství učenců, včetně několika, kteří se označují za římské katolíky. Následující hypotetický rodokmen pochází z publikace „Jesus' Family Tree“ (Ježíšův rodokmen), Frontline, PBS:
|               |               |               |               |               |               |            |            |            |            |            |            |       |       |       |       |       |       |       |       |       |       |       |       |        |        |        |        |        |        |        |        |        |        |        |        |                                           |      |      |      |         |         |         |         |                                                                  |                                                                  |                                                                  |                                                                  |                                                                  |                                                                  |            |            |            |            |  |  |
|               |               |               |               |               |               |            |            |            |            |            |            |       |       |       |       |       |       |       |       |       |       |       |       |        |        |        |        |        |        |        |        |        |        |        |        |                                           |      |      |      |         |         |         |         |                                                                  |                                                                  |                                                                  |                                                                  |                                                                  |                                                                  |            |            |            |            |  |  |
|               |               |               |               |               |               |            |            |            |            |            |            |       |       | Maria | Maria | Maria | Maria | Maria | Maria |       |       | Josef | Josef | Josef  | Josef  | Josef  | Josef  |        |        |        |        |        |        |        |        |                                           |      |      |      | Kleofáš | Kleofáš | Kleofáš | Kleofáš | Kleofáš                                                          | Kleofáš                                                          |                                                                  |                                                                  | jiná Marie                                                       | jiná Marie                                                       | jiná Marie | jiná Marie | jiná Marie | jiná Marie |  |  |
|               |               |               |               |               |               |            |            |            |            |            |            |       |       | Maria | Maria | Maria | Maria | Maria | Maria |       |       | Josef | Josef | Josef  | Josef  | Josef  | Josef  |        |        |        |        |        |        |        |        |                                           |      |      |      | Kleofáš | Kleofáš | Kleofáš | Kleofáš | Kleofáš                                                          | Kleofáš                                                          |                                                                  |                                                                  | jiná Marie                                                       | jiná Marie                                                       | jiná Marie | jiná Marie | jiná Marie | jiná Marie |  |  |
|               |               |               |               |               |               |            |            |            |            |            |            |       |       |       |       |       |       |       |       |       |       |       |       |        |        |        |        |        |        |        |        |        |        |        |        |                                           |      |      |      |         |         |         |         |                                                                  |                                                                  |                                                                  |                                                                  |                                                                  |                                                                  |            |            |            |            |  |  |
|               |               |               |               |               |               |            |            |            |            |            |            |       |       |       |       |       |       |       |       |       |       |       |       |        |        |        |        |        |        |        |        |        |        |        |        |                                           |      |      |      |         |         |         |         |                                                                  |                                                                  |                                                                  |                                                                  |                                                                  |                                                                  |            |            |            |            |  |  |
| Ježíš Kristus | Ježíš Kristus | Ježíš Kristus | Ježíš Kristus | Ježíš Kristus | Ježíš Kristus | Jakub † 62 | Jakub † 62 | Jakub † 62 | Jakub † 62 | Jakub † 62 | Jakub † 62 | Joses | Joses | Joses | Joses | Joses | Joses | Šimon | Šimon | Šimon | Šimon | Šimon | Šimon | sestra | sestra | sestra | sestra | sestra | sestra | sestra | sestra | sestra | sestra | sestra | sestra | Juda                                      | Juda | Juda | Juda | Juda    | Juda    |         |         | Simeon nástupce Jakuba ve funkci hlavy Jeruzalémské církve † 106 | Simeon nástupce Jakuba ve funkci hlavy Jeruzalémské církve † 106 | Simeon nástupce Jakuba ve funkci hlavy Jeruzalémské církve † 106 | Simeon nástupce Jakuba ve funkci hlavy Jeruzalémské církve † 106 | Simeon nástupce Jakuba ve funkci hlavy Jeruzalémské církve † 106 | Simeon nástupce Jakuba ve funkci hlavy Jeruzalémské církve † 106 |            |            |            |            |  |  |
| Ježíš Kristus | Ježíš Kristus | Ježíš Kristus | Ježíš Kristus | Ježíš Kristus | Ježíš Kristus | Jakub † 62 | Jakub † 62 | Jakub † 62 | Jakub † 62 | Jakub † 62 | Jakub † 62 | Joses | Joses | Joses | Joses | Joses | Joses | Šimon | Šimon | Šimon | Šimon | Šimon | Šimon | sestra | sestra | sestra | sestra | sestra | sestra | sestra | sestra | sestra | sestra | sestra | sestra | Juda                                      | Juda | Juda | Juda | Juda    | Juda    |         |         | Simeon nástupce Jakuba ve funkci hlavy Jeruzalémské církve † 106 | Simeon nástupce Jakuba ve funkci hlavy Jeruzalémské církve † 106 | Simeon nástupce Jakuba ve funkci hlavy Jeruzalémské církve † 106 | Simeon nástupce Jakuba ve funkci hlavy Jeruzalémské církve † 106 | Simeon nástupce Jakuba ve funkci hlavy Jeruzalémské církve † 106 | Simeon nástupce Jakuba ve funkci hlavy Jeruzalémské církve † 106 |            |            |            |            |  |  |
|               |               |               |               |               |               |            |            |            |            |            |            |       |       |       |       |       |       |       |       |       |       |       |       |        |        |        |        |        |        |        |        |        |        |        |        |                                           |      |      |      |         |         |         |         |                                                                  |                                                                  |                                                                  |                                                                  |                                                                  |                                                                  |            |            |            |            |  |  |
|               |               |               |               |               |               |            |            |            |            |            |            |       |       |       |       |       |       |       |       |       |       |       |       |        |        |        |        |        |        |        |        |        |        |        |        |                                           |      |      |      |         |         |         |         |                                                                  |                                                                  |                                                                  |                                                                  |                                                                  |                                                                  |            |            |            |            |  |  |
|               |               |               |               |               |               |            |            |            |            |            |            |       |       |       |       |       |       |       |       |       |       |       |       |        |        |        |        |        |        |        |        |        |        |        |        | ?                                         |      |      |      |         |         |         |         |                                                                  |                                                                  |                                                                  |                                                                  |                                                                  |                                                                  |            |            |            |            |  |  |
|               |               |               |               |               |               |            |            |            |            |            |            |       |       |       |       |       |       |       |       |       |       |       |       |        |        |        |        |        |        |        |        |        |        |        |        |                                           |      |      |      |         |         |         |         |                                                                  |                                                                  |                                                                  |                                                                  |                                                                  |                                                                  |            |            |            |            |  |  |
|               |               |               |               |               |               |            |            |            |            |            |            |       |       |       |       |       |       |       |       |       |       |       |       |        |        |        |        |        |        |        |        |        |        |        |        |                                           |      |      |      |         |         |         |         |                                                                  |                                                                  |                                                                  |                                                                  |                                                                  |                                                                  |            |            |            |            |  |  |
|               |               |               |               |               |               |            |            |            |            |            |            |       |       |       |       |       |       |       |       |       |       |       |       |        |        |        |        |        |        |        |        |        |        |        |        |                                           |      |      |      |         |         |         |         |                                                                  |                                                                  |                                                                  |                                                                  |                                                                  |                                                                  |            |            |            |            |  |  |
|               |               |               |               |               |               |            |            |            |            |            |            |       |       |       |       |       |       |       |       |       |       |       |       |        |        |        |        |        |        |        |        |        |        |        |        | ?                                         |      |      |      |         |         |         |         |                                                                  |                                                                  |                                                                  |                                                                  |                                                                  |                                                                  |            |            |            |            |  |  |
|               |               |               |               |               |               |            |            |            |            |            |            |       |       |       |       |       |       |       |       |       |       |       |       |        |        |        |        |        |        |        |        |        |        |        |        |                                           |      |      |      |         |         |         |         |                                                                  |                                                                  |                                                                  |                                                                  |                                                                  |                                                                  |            |            |            |            |  |  |
|               |               |               |               |               |               |            |            |            |            |            |            |       |       |       |       |       |       |       |       |       |       |       |       |        |        |        |        |        |        |        |        |        |        |        |        |                                           |      |      |      |         |         |         |         |                                                                  |                                                                  |                                                                  |                                                                  |                                                                  |                                                                  |            |            |            |            |  |  |
|               |               |               |               |               |               |            |            |            |            |            |            |       |       |       |       |       |       |       |       |       |       |       |       |        |        |        |        |        |        |        |        |        |        |        |        |                                           |      |      |      |         |         |         |         |                                                                  |                                                                  |                                                                  |                                                                  |                                                                  |                                                                  |            |            |            |            |  |  |
|               |               |               |               |               |               |            |            |            |            |            |            |       |       |       |       |       |       |       |       |       |       |       |       |        |        |        |        |        |        |        |        |        |        |        |        | Biskup Juda Jeruzalémský fl. kolem 148–49 |      |      |      |         |         |         |         |                                                                  |                                                                  |                                                                  |                                                                  |                                                                  |                                                                  |            |            |            |            |  |  |
|               |               |               |               |               |               |            |            |            |            |            |            |       |       |       |       |       |       |       |       |       |       |       |       |        |        |        |        |        |        |        |        |        |        |        |        |                                           |      |      |      |         |         |         |         |                                                                  |                                                                  |                                                                  |                                                                  |                                                                  |                                                                  |            |            |            |            |  |  |

### Ježíšovi nevlastní bratři (epifánský pohled)
Podle takzvaného epifaniánského názoru, pojmenovaného podle jeho hlavního zastánce, biskupa Epifania ze 4. století, a zastávaného teologem Origenem ze 3. století a biskupem Eusebiem ze 4. století, jsou všichni „bratři“ a „sestry“ zmínění v Novém zákoně starší než Ježíš – jsou to Josefovi synové z předchozího manželství, a tedy pouze Ježíšovi nevlastní bratři. Tento názor je dodnes oficiálním stanoviskem pravoslavných církví.
| Maria         | Maria         | Maria         | Maria         | Maria         | Maria         |  |  | Josef | Josef | Josef | Josef | Josef | Josef |       |       | dřívější manželka | dřívější manželka | dřívější manželka | dřívější manželka | dřívější manželka | dřívější manželka |       |       |       |       |       |       |       |       |      |      |      |      |      |      |  |  |
| Maria         | Maria         | Maria         | Maria         | Maria         | Maria         |  |  | Josef | Josef | Josef | Josef | Josef | Josef |       |       | dřívější manželka | dřívější manželka | dřívější manželka | dřívější manželka | dřívější manželka | dřívější manželka |       |       |       |       |       |       |       |       |      |      |      |      |      |      |  |  |
|               |               |               |               |               |               |  |  |       |       |       |       |       |       |       |       |                   |                   |                   |                   |                   |                   |       |       |       |       |       |       |       |       |      |      |      |      |      |      |  |  |
|               |               |               |               |               |               |  |  |       |       |       |       |       |       |       |       |                   |                   |                   |                   |                   |                   |       |       |       |       |       |       |       |       |      |      |      |      |      |      |  |  |
| Ježíš Kristus | Ježíš Kristus | Ježíš Kristus | Ježíš Kristus | Ježíš Kristus | Ježíš Kristus |  |  |       |       |       |       | Jakub | Jakub | Jakub | Jakub | Jakub             | Jakub             | Joses             | Joses             | Joses             | Joses             | Joses | Joses | Šimon | Šimon | Šimon | Šimon | Šimon | Šimon | Juda | Juda | Juda | Juda | Juda | Juda |  |  |
| Ježíš Kristus | Ježíš Kristus | Ježíš Kristus | Ježíš Kristus | Ježíš Kristus | Ježíš Kristus |  |  |       |       |       |       | Jakub | Jakub | Jakub | Jakub | Jakub             | Jakub             | Joses             | Joses             | Joses             | Joses             | Joses | Joses | Šimon | Šimon | Šimon | Šimon | Šimon | Šimon | Juda | Juda | Juda | Juda | Juda | Juda |  |  |

### Ježíšovi bratranci (hieronymovský pohled)
Jeroným (Hieronymus), který tvrdil, že nejen Marie, ale i Josef byli celoživotně panenskými osobami, zastával ve 4. století tzv. hieronymovský názor. Zřejmě vyjadřoval obecný názor církve a tvrdil, že „Ježíšovi bratři“ byli syny Marie, „matky Jakuba a Josese“, o níž se píše v Mk 15, 40 (Kral, ČEP). Ztotožňoval ji s manželkou Kleofášovou a sestrou Marie, Ježíšovy matky, o níž se píše v J 19, 25 (Kral, ČEP). Římskokatolická církev nadále učí, že Adelfoi byli Ježíšovi bratranci a sestřenice (následující rodokmen pochází z knihy Richarda Bauckhama „Jude and the Relatives of James“).
|       |       |       |       |       |       |  |  |               |               |               |               | Anna          | Anna          | Anna | Anna | Anna  | Anna  |       |       | Jáchym | Jáchym | Jáchym     | Jáchym     | Jáchym     | Jáchym     |            |            |       |       |         |         |         |         |         |         |      |      |      |      |
|       |       |       |       |       |       |  |  |               |               |               |               | Anna          | Anna          | Anna | Anna | Anna  | Anna  |       |       | Jáchym | Jáchym | Jáchym     | Jáchym     | Jáchym     | Jáchym     |            |            |       |       |         |         |         |         |         |         |      |      |      |      |
|       |       |       |       |       |       |  |  |               |               |               |               |               |               |      |      |       |       |       |       |        |        |            |            |            |            |            |            |       |       |         |         |         |         |         |         |      |      |      |      |
|       |       |       |       |       |       |  |  |               |               |               |               |               |               |      |      |       |       |       |       |        |        |            |            |            |            |            |            |       |       |         |         |         |         |         |         |      |      |      |      |
| Josef | Josef | Josef | Josef | Josef | Josef |  |  | Maria         | Maria         | Maria         | Maria         | Maria         | Maria         |      |      |       |       |       |       |        |        | jiná Marie | jiná Marie | jiná Marie | jiná Marie | jiná Marie | jiná Marie |       |       | Kleofáš | Kleofáš | Kleofáš | Kleofáš | Kleofáš | Kleofáš |      |      |      |      |
| Josef | Josef | Josef | Josef | Josef | Josef |  |  | Maria         | Maria         | Maria         | Maria         | Maria         | Maria         |      |      |       |       |       |       |        |        | jiná Marie | jiná Marie | jiná Marie | jiná Marie | jiná Marie | jiná Marie |       |       | Kleofáš | Kleofáš | Kleofáš | Kleofáš | Kleofáš | Kleofáš |      |      |      |      |
|       |       |       |       |       |       |  |  |               |               |               |               |               |               |      |      |       |       |       |       |        |        |            |            |            |            |            |            |       |       |         |         |         |         |         |         |      |      |      |      |
|       |       |       |       |       |       |  |  |               |               |               |               |               |               |      |      |       |       |       |       |        |        |            |            |            |            |            |            |       |       |         |         |         |         |         |         |      |      |      |      |
|       |       |       |       |       |       |  |  | Ježíš Kristus | Ježíš Kristus | Ježíš Kristus | Ježíš Kristus | Ježíš Kristus | Ježíš Kristus |      |      | Jakub | Jakub | Jakub | Jakub | Jakub  | Jakub  | Joses      | Joses      | Joses      | Joses      | Joses      | Joses      | Šimon | Šimon | Šimon   | Šimon   | Šimon   | Šimon   | Juda    | Juda    | Juda | Juda | Juda | Juda |
|       |       |       |       |       |       |  |  | Ježíš Kristus | Ježíš Kristus | Ježíš Kristus | Ježíš Kristus | Ježíš Kristus | Ježíš Kristus |      |      | Jakub | Jakub | Jakub | Jakub | Jakub  | Jakub  | Joses      | Joses      | Joses      | Joses      | Joses      | Joses      | Šimon | Šimon | Šimon   | Šimon   | Šimon   | Šimon   | Juda    | Juda    | Juda | Juda | Juda | Juda |

Jeronýmova argumentace vede k nepravděpodobnému výsledku dvou sester, které se obě jmenují Marie. Moderní varianta to eliminuje tím, že Kleofáš je identifikován jako bratr Josefa, čímž se obě Marie stávají švagrovými; v této verzi je Ježíšův bratranec Šimon ztotožněn se Simeonem, druhým vůdcem církve v Jeruzalémě. (Následující rodokmen je převzat z knihy Richarda Bauckhama, „Jude and the Relatives of James“).
|               |               |               |               |               |               |  |  |       |       |       |       |       |       | Jákob |  |       |       |       |       |       |       |         |         |         |         |         |         |                               |                               |                               |                               |                               |                               |            |            |      |      |      |      |  |  |
|               |               |               |               |               |               |  |  |       |       |       |       |       |       |       |  |       |       |       |       |       |       |         |         |         |         |         |         |                               |                               |                               |                               |                               |                               |            |            |      |      |      |      |  |  |
|               |               |               |               |               |               |  |  |       |       |       |       |       |       |       |  |       |       |       |       |       |       |         |         |         |         |         |         |                               |                               |                               |                               |                               |                               |            |            |      |      |      |      |  |  |
|               |               |               |               |               |               |  |  |       |       |       |       |       |       |       |  |       |       |       |       |       |       |         |         |         |         |         |         |                               |                               |                               |                               |                               |                               |            |            |      |      |      |      |  |  |
| Maria         | Maria         | Maria         | Maria         | Maria         | Maria         |  |  | Josef | Josef | Josef | Josef | Josef | Josef |       |  |       |       |       |       |       |       | Kleofáš | Kleofáš | Kleofáš | Kleofáš | Kleofáš | Kleofáš |                               |                               | jiná Marie                    | jiná Marie                    | jiná Marie                    | jiná Marie                    | jiná Marie | jiná Marie |      |      |      |      |  |  |
| Maria         | Maria         | Maria         | Maria         | Maria         | Maria         |  |  | Josef | Josef | Josef | Josef | Josef | Josef |       |  |       |       |       |       |       |       | Kleofáš | Kleofáš | Kleofáš | Kleofáš | Kleofáš | Kleofáš |                               |                               | jiná Marie                    | jiná Marie                    | jiná Marie                    | jiná Marie                    | jiná Marie | jiná Marie |      |      |      |      |  |  |
|               |               |               |               |               |               |  |  |       |       |       |       |       |       |       |  |       |       |       |       |       |       |         |         |         |         |         |         |                               |                               |                               |                               |                               |                               |            |            |      |      |      |      |  |  |
|               |               |               |               |               |               |  |  |       |       |       |       |       |       |       |  |       |       |       |       |       |       |         |         |         |         |         |         |                               |                               |                               |                               |                               |                               |            |            |      |      |      |      |  |  |
| Ježíš Kristus | Ježíš Kristus | Ježíš Kristus | Ježíš Kristus | Ježíš Kristus | Ježíš Kristus |  |  |       |       |       |       |       |       |       |  | Jakub | Jakub | Jakub | Jakub | Jakub | Jakub | Joses   | Joses   | Joses   | Joses   | Joses   | Joses   | Šimon druhý biskup Jeruzaléma | Šimon druhý biskup Jeruzaléma | Šimon druhý biskup Jeruzaléma | Šimon druhý biskup Jeruzaléma | Šimon druhý biskup Jeruzaléma | Šimon druhý biskup Jeruzaléma | Juda       | Juda       | Juda | Juda | Juda | Juda |  |  |
| Ježíš Kristus | Ježíš Kristus | Ježíš Kristus | Ježíš Kristus | Ježíš Kristus | Ježíš Kristus |  |  |       |       |       |       |       |       |       |  | Jakub | Jakub | Jakub | Jakub | Jakub | Jakub | Joses   | Joses   | Joses   | Joses   | Joses   | Joses   | Šimon druhý biskup Jeruzaléma | Šimon druhý biskup Jeruzaléma | Šimon druhý biskup Jeruzaléma | Šimon druhý biskup Jeruzaléma | Šimon druhý biskup Jeruzaléma | Šimon druhý biskup Jeruzaléma | Juda       | Juda       | Juda | Juda | Juda | Juda |  |  |

## Vývoj tradice

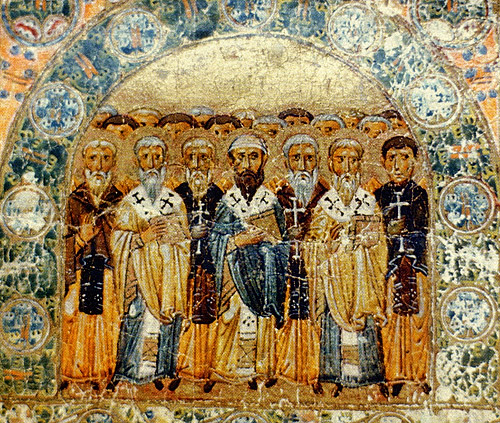
Církevní otcové na vyobrazení z 11. století z Kyjeva

Od 2. století rozvíjející se důraz na askezi a celibát jako nejvyšší formu křesťanské praxe spolu s důrazem na Mariinu čistotu vedly k pojetí jejího věčného panenství – myšlence, že byla pannou před narozením Krista, během něj i po něm.
Nejednoznačné biblické zmínky o Ježíšových bratrech vyvolaly zřejmé problémy pro vznikající učení o Mariině věčném panenství, které nemá žádný biblický základ a jehož nejstarší tvrzení se objevuje v Jakubově protoevangeliu z poloviny 2. století, které líčí Marii jako celoživotní pannu, Josefa jako starce, který se s ní oženil bez fyzické touhy, a Ježíšovy bratry jako Josefovy syny z dřívějšího manželství.
Antidikomarianité („odpůrci Marie“) ve 3. století tvrdili, že když se Josef stal Mariiným manželem, byl vdovcem se šesti dětmi a měl s Marií normální manželský vztah, ale později zastávali názor, že Ježíš se z tohoto vztahu nenarodil. Bonosus byl biskup, který koncem 4. století zastával názor, že Marie měla po Ježíšovi další děti, za což ho ostatní biskupové jeho provincie odsoudili. Podobný názor zastával i Jovinian a různí ariánští učitelé, jako Photinus.
Ve 3. století se učení o věčném panenství Marie stalo pevně zakořeněným; hájili ho významní raně křesťanští teologové jako Hippolyt (170–235), Eusebius (260/265–339/340) a Epifanius (asi 310/320–403). Eusebius a Epifanius zastávali názor, že tyto děti byly Josefovými dětmi z předchozího manželství. Epifanius dodává, že Josef se stal otcem Jakuba a jeho tří bratrů („Josese“, „Simeona“, „Judy“) a dvou sester („Salome“ a „Marie“ nebo „Salome“ a „Anna“), přičemž Jakub byl starším ze sourozenců. Jakub a jeho sourozenci nebyli Mariiny děti, ale Josefovy děti z předchozího manželství. Josefova první žena zemřela; o mnoho let později, ve věku osmdesáti let, „si vzal Marii (Ježíšovu matku)“. Podle Epifania je Písmo nazývá „bratry Páně“, aby zmátlo jejich odpůrce. Origenes (184–254) také napsal, že „podle Petrova evangelia byli Ježíšovi bratři synové Josefa z předchozí manželky, kterou si vzal dříve než Marii“.
Historie Josefa tesaře (Historia Josephi Fabri Lignari), napsaná pravděpodobně v Egyptě v 5. století a do značné míry poplatná Jakubovu protoevangeliu, líčí Josefa jako starého vdovce s dětmi z předchozího manželství, čímž objasňuje novozákonní zmínky o Ježíšových bratrech.
Podle dochovaných zlomků díla Výklad výroků Páně apoštolského otce Papiáše z Hierapolisu, který žil asi v letech 70–163 n. l., by „Marie, manželka Kleofáše nebo Alfea“, měla být matkou Jakuba Spravedlivého, Šimona, Judu (označovaného jako Juda Apoštol) a Josefa („Josese“). Papiáš tuto „Marii“ označuje za sestru Marie, Ježíšovy matky, a tedy za Ježíšovu tetu z matčiny strany. Anglikánský teolog J. B. Lightfoot Papiášovo svědectví odmítl jako falešné.
Pseudomatoušovo evangelium, které vzniklo pravděpodobně v sedmém století, uvádí, že Ježíšovi bratři byli jeho bratranci.
Římskokatolické a východní křesťanství tvrdí, že Maria byla věčná panna; tento názor zastávali i první protestantští představitelé, včetně reformátora Martina Luthera a reformovaného teologa Ulricha Zwingliho, stejně jako John Wesley, jeden ze zakladatelů metodismu. Také Eine Christliche Lehrtafel (Křesťanský katechismus), vydaný anabaptistickým vůdcem Balthasarem Hubmaierem, učí o věčném panenství Panny Marie. Katolická církev, která následuje Jeronýma, dochází k závěru, že adelfoi byli Ježíšovi bratranci a sestřenice, zatímco východní pravoslavná církev, která následuje Eusebia a Epifania, tvrdí, že to byly Josefovy děti z předchozího manželství. S tímto názorem souhlasí anglikáni, luteráni a metodisté.
Jiné křesťanské denominace, například baptisté, považují adelfoi za Ježíšovy nevlastní bratry nebo je neupřesňují, protože zprávy v evangeliích nehovoří o Mariině vztahu k nim, ale pouze k Ježíši.

## Nepřítomnost Ježíšových bratří
V Písmu jsou některé události, kde nejsou zobrazeni Ježíšovi bratři nebo sestry, např. když se Ježíš ztratil v chrámu a během svého ukřižování. Lukáš – Lk 2, 41–51 (Kral, ČEP) uvádí návštěvu Marie, Josefa a Ježíše v jeruzalémském chrámu, když bylo Ježíšovi 12 let, ale nezmiňuje se o žádných sourozencích. Robert Eisenman je přesvědčen, že Lukáš se snažil minimalizovat význam Ježíšovy rodiny jakýmikoliv prostředky a Jakuba a Ježíšovy bratry ze záznamu evangelia vyřadil. Keating tvrdí, že Marie a Josef bez váhání spěchali rovnou zpět do Jeruzaléma, když si uvědomili, že se Ježíš ztratil, což by si jistě dvakrát rozmysleli, kdyby tam byly další děti (Ježíšovi pokrevní bratři nebo sestry), o které by se museli postarat. Lukáš je přesvědčen, že Ježíš se ztratil.
Janovo evangelium zaznamenává Ježíšovy výroky na kříži, tj. dvojici příkazů „Ženo, hle, tvůj syn!“ a „Hle, tvá matka!“. (Jan – J 19, 26–27 (Kral, ČEP)), a pak uvádí, že „od té hodiny ji učedník vzal k sobě“. Od dob církevních otců se tento výrok používá jako zdůvodnění, že po Ježíšově smrti nebyly žádné další biologické děti, které by se o Marii staraly, a musela být svěřena učedníkovi. Konstantin Zalalas tvrdí, že by bylo proti židovským zvyklostem, kdyby Ježíš předal svou matku do péče učedníka, pokud by Marie měla další žijící syny, protože nejstarší syn by vždy převzal odpovědnost za svou matku. Karl Keating říká: „Je těžké si představit, proč by Ježíš nedbal na rodinné vazby a učinil toto opatření pro svou matku, kdyby tito čtyři [Jakub, Josef/Joses, Šimon, Juda] byli také jejími syny.“ Také papež Jan Pavel II. říká, že příkaz „Hle, tvůj syn!“ bylo svěření učedníka Marii, aby zaplnila mateřskou mezeru po smrti svého jediného syna na kříži. Vincent Taylor upozorňuje na obtíže tohoto výkladu textu: ignoruje jak skutečnost, že Ježíšovi bratři se postavili proti jeho nárokům, tak čestné postavení Jana, milovaného učedníka.

## Desposyni– potomci Ježíšovy rodiny

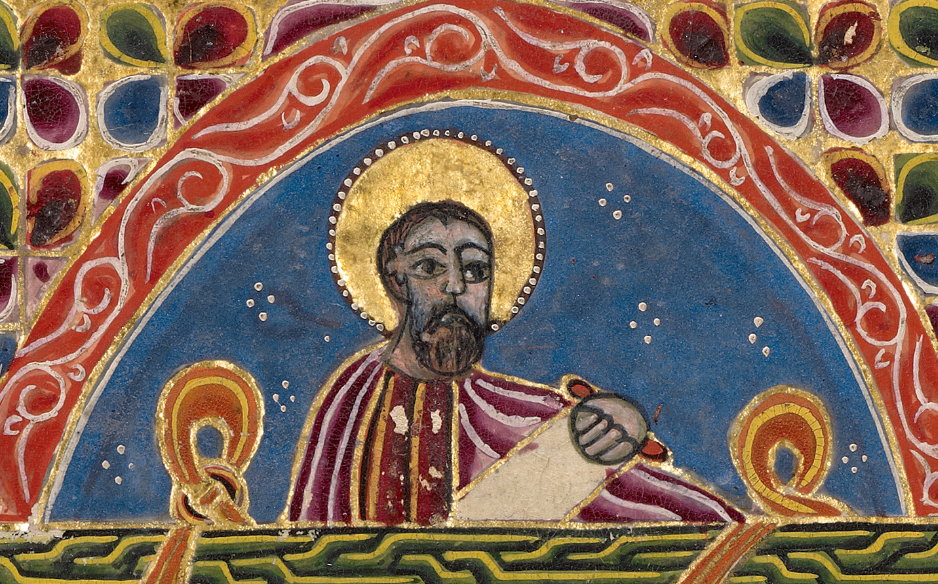
Eusebius z Cesareje, středověký arménský rukopis z Isfahánu v Persii

Raně křesťanský historik Sextus Julius Africanus (zemřel kolem roku 240) se ve své „Genealogii svatých evangelií“ zmiňuje o „příbuzných našeho Pána podle těla“, které nazývá desposyni, což znamená „z rodu Páně“. Příslušná část Africanova díla se zachovala v Církevních dějinách od Eusebia z Cesareje:
„Neboť příbuzní našeho Pána podle těla, ať už se chtěli pochlubit, nebo chtěli jen konstatovat skutečnost, v obou případech pravdivě, podali následující zprávu... Protože se však až do té doby v archivech uchovávaly rodokmeny Hebrejců i těch, kteří svůj původ odvozovali od proselytů, jako byl Amónovec Achior a Moábka Rút, a od těch, kteří se smísili s Izraelity a vyšli s nimi z Egypta, Herodes [Veliký], nakolik mu rodokmen Izraelitů nijak nepřispěl k prospěchu, a protože ho hnalo vědomí vlastního nevalného původu, spálil všechny genealogické záznamy v domnění, že se bude jevit jako člověk vznešeného původu, když nikdo jiný nebude schopen z veřejných rejstříků vysledovat jeho rodokmen až k patriarchům či proselytům a k těm, kdo se s nimi smísili a byli nazýváni Geory. Několik opatrných, kteří si pořídili vlastní soukromé záznamy, ať už si jména zapamatovali, nebo je získali jiným způsobem z matrik, se však pyšní tím, že si uchovali památku na svůj šlechtický původ. Patří mezi ně již zmínění, nazývaní Desposyni, a to kvůli svému spojení s rodem Spasitele. Přišli z Nazary a Kočaby, vesnic v Judsku, do jiných částí světa a výše zmíněný rodokmen sestavili zpaměti a z knihy denních záznamů co nejvěrněji. Ať už tedy případ stojí takto, nebo ne, nikdo by podle mého vlastního názoru a názoru každého upřímného člověka nemohl najít jasnější vysvětlení. A nechť nám to postačí, neboť ačkoli nemůžeme na jeho podporu naléhat na žádné svědectví, nemáme nic lepšího a pravdivějšího, co bychom mohli nabídnout. V každém případě evangelium uvádí pravdu.“ A na konci téhož listu dodává tato slova: „Matan, který pocházel ze Šalamouna, zplodil Jákoba. A když Matthan zemřel, zplodil Melchi, který pocházel z Nátana, z téže ženy Elího. Eli a Jákob tedy byli děložními bratry. Protože Élí zemřel bezdětný, Jákob mu zplodil potomka a zplodil Josefa, svého vlastního syna podle přirozenosti, ale podle zákona syna Élího. Josef byl tedy synem obou.“
– Eusebius z Cesareje, Historia Ecclesiae, 1:7:11, 1:7:13-14
Podle Hegesippa byli desposyni potomky Ježíšovy rodiny, zejména Judy, „jeho bratra podle těla“, a spravovali církve v Palestině až do doby císaře Trajána. Eusebius zachoval také úryvek ze ztraceného Hegesippova díla, v němž se píše, jak císař Domicián (vládl v letech 81–96), který chtěl vyhladit potomky krále Davida, nechal předvést k výslechu dva Judovy vnuky, „kteří se podle těla nazývali jeho (Ježíšovým) bratrem“; příběh je pochybný, ale jeho závěrečná poznámka, že se oba stali vůdci „všech církví“, pravděpodobně odráží jejich postavení jako vůdců židovsko-křesťanské církve a jako Ježíšových příbuzných.
„Z příbuzných Páně ještě přežili vnuci Judy, který byl podle těla nazýván jeho bratrem. Ti byli udáni jako příslušníci Davidova rodu a Evokatus je předvedl před císaře Domiciána, neboť ten se podobně jako Herodes obával Kristova příchodu.
Zeptal se jich tedy, zda jsou z Davidova rodu, a oni přiznali, že ano. Dále se jich zeptal, jaký mají majetek nebo kolik peněz. Oba odpověděli, že mají mezi sebou pouze 9000 denárů, přičemž každý z nich vlastní polovinu této částky; ale ani tu prý nevlastní v hotovosti, nýbrž jako odhadovanou hodnotu nějakého pozemku, který se skládal pouze z třiceti devíti pleter (řec. πλέθρον), z něhož museli platit poplatky, a že se živí vlastní prací. Pak začali ukazovat ruce a na důkaz své manuální práce ukazovali drsnost své kůže a mozoly, které jim na rukou vyrostly neustálou prací.
Když se jich pak ptali na Krista a jeho království, jaká je jeho povaha a kdy a kde se má zjevit, odpověděli, že není z tohoto světa ani ze země, ale že patří do sféry nebe a andělů a že se zjeví na konci časů, až přijde ve slávě, bude soudit živé i mrtvé a každému odplatí podle jeho života.
Domicián je neodsoudil, ale zacházel s nimi s opovržením jako s příliš podlými a propustil je na svobodu. Zároveň vydal rozkaz a zastavil pronásledování církve.
Když byli propuštěni, stali se představenými církví, což bylo přirozené v případě těch, kteří byli zároveň mučedníky a příbuznými Pána. A po nastolení klidu pro církev se jejich život protáhl až do Trajánovy vlády.“
– Eusebius z Cesareje, Historia Ecclesiae, 3:20